# Ochyrocera ransfordi
Ochyrocera ransfordi är en spindelart som först beskrevs av Marples 1955.  Ochyrocera ransfordi ingår i släktet Ochyrocera och familjen Ochyroceratidae.
Artens utbredningsområde är Samoa. Inga underarter finns listade i Catalogue of Life.